# Ramsewak Shankar
Ramsewak Shankar (6 november 1937) is een Surinaams politicus. Ramsewak Shankar was van 1988 tot 1990 de president van Suriname. Hij was de tweede president die op democratische wijze werd gekozen.

## Biografie
Ir. Shankar was landbouwkundige, opgeleid aan de 
Landbouwhogeschool Wageningen, thans Wageningen University & Research. In Wageningen was hij ook een jaar bestuurslid van de studentenvereniging Unitas Studiosorum Vadae (USV).
Als Hindoestaan sloot hij zich aan bij de Verenigde Hindostaanse Partij (VHP). In het zakenkabinet onder leiding van May in 1969 was hij minister van Politie en Justitie. Later dat jaar volgde het kabinet-Sedney waarin hij minister van Landbouw, Veeteelt en Visserij werd. Eind 1971 gaf hij het ministerschap op om directeur te kunnen worden van de Stichting Machinale Landbouw (SML), een groot rijstteeltbedrijf in Wageningen (Suriname).
Nadat Suriname in 1975 onafhankelijk was geworden werd Shankar lid van de Commissie Ontwikkelingssamenwerking Nederland-Suriname (CONS). Kort na de Sergeantencoup in 1980 onder leiding van Desi Bouterse werden alle Surinaamse leden van de CONS vervangen. In 1981 gaf hij zijn directeurschap bij de SML op en begon hij een eigen rijstbedrijf.
Tijdens de verkiezingen van 1987 werd het Front voor Democratie en Ontwikkeling (FDO) de grootste partij. Het FDO was een samenwerkingsverband van Javaanse, Creoolse en Hindoestaanse partijen, aangevuld met de Surinaamse Partij van de Arbeid (SPA). Jagernath Lachmon van de VHP was voorzitter van het FDO. Shankar werd als kandidaat voor het FDO door het parlement tot president gekozen.  Op 25 januari 1988 werd hij ingehuldigd.
President Shankar probeerde de banden met Nederland weer aan te halen, iets waar de legerleiding (en met name Bouterse) niet blij mee was. De spanningen tussen Shankar en Bouterse liepen half december 1990 hoog op. Toen maakte het vliegtuig waarin Bouterse en Shankar zaten een tussenlanding op Schiphol. De Nederlandse politie schermde Bouterse helemaal af, zodat hij niet de kans kreeg om met de Nederlandse pers te praten of om in Nederland verblijvende Surinamers toe te spreken. Terug in Suriname diende Bouterse op 22 december 1990 zijn ontslag als legerleider in omdat hij vond dat president Shankar het onvoldoende voor hem had opgenomen. Op 24 december pleegde het leger een staatsgreep per telefoon, de zogeheten "telefooncoup", en zette Shankar en diens kabinet af, inclusief vicepresident Henck Arron. Het leger installeerde daarop politiechef Ivan Graanoogst als interim-president.